# Paspalum edmondii
Paspalum edmondii là một loài thực vật có hoa trong họ Hòa thảo. Loài này được León mô tả khoa học đầu tiên năm 1920.